# Curt Borkman
Curt Borkman, född Kurt Peter Borkmann den 8 april 1945 i Seefeld, död den 20 februari 2022 i Stockholm, var en svensk sångare, revyartist och modekonsult.
Borkman korades 1964 till vinnare i tävlingen Västsveriges Vokalist på Rondo i Göteborg. Han sjöng sedan med olika orkestrar i Göteborg och var under åtta månader 1966 sångare i den välkända dansorkestern Streaplers. Under 1970-talet spelade han revy med Tjadden Hällström i folkparkerna. Under flera säsonger medverkade han i Git Gays shower på Restaurang Lorensberg i Göteborg. År 1980 spelade han i Hagge Geigerts jubileumsrevy på Lisebergsteatern. Han var även programledare i TV och arbetade som modekonsult och fotomodell för bland annat Ellos postorderkatalog.